# Хан, Раана Лиакат Али
Раана Лиакат Али Хан (урду عنا لياقت على خان‎, англ. Ra'ana Liaquat Ali Khan; 13 февраля 1905, Алмора, Британская Индия — 13 июня 1990, Карачи) — первая леди Пакистана с 1947 по 1951 год. Её муж Лиакат Али Хан занимал должность первого в истории премьер-министра страны.

## Биография
Раана Лиакат Али Хан была одной из ведущих женских фигур в Пакистанском движении, профессиональным экономистом и государственным деятелем эпохи холодной войны. Раанна начала политическую карьеру в 1940-х годах и стала участником ключевых событий в Пакистане. Работала членом исполнительного комитета Пакистанского движения под руководством Мухаммада Али Джинны. Затем была экономическим советником в Пакистанском движении и стала первой леди Пакистана, когда её муж Лиакат Хан Али возглавил правительство страны. Будучи первой леди Пакистана курировала направление по повышению уровня образования женщин внутри страны. Следующие десятилетия работала государственной служащей.
В 1970-х годах присоединилась к социалистическому политическому движению Зульфикара Али Бхутто, избранного премьер-министром страны. Она была одним из самых доверенных правительственных и экономических советников Зульфикара Али Бхутто и его правительства, и играла влиятельную роль при принятии многих ключевых экономических решений в стране. Зульфикар Али Бхутто выдвинул Раану на пост губернатора провинции Синд, она принесла присягу 15 февраля 1973 года. Она стала первой женщиной-губернатором провинции Синд, а также первым канцлером Университета Карачи.
В 1977 году Раана вместе с Зульфикаром Али Бхутто и его партией одержала побед на парламентских выборах 1977 года, но не была переизбрана на пост губернатора из-за военного переворота под руководством генерала Зия-уль-Хака, начальником штаба сухопутных войск Пакистана. Умерла в 1990 году из-за остановки сердца и была похоронена в Карачи, с полными государственными и военными почестями. Благодаря её усилиям по развитию медицины, расширению прав женщин, Раана широко известна в Пакистане под прозвищем «Mother of Pakistan».